# Radio poubelle
La radio poubelle ou radio-poubelle (anglais : trash radio) est l’équivalent radiophonique de la télé poubelle. Il s’agit d’un terme péjoratif pour désigner une station de radio dont le style d’émission radiophonique présente peu de contenu et met l’accent sur une programmation visant à attirer le plus grand nombre d’auditeurs possible, au détriment d’un contenu pertinent et intelligent. Ce terme désigne aussi les stations de radio dont le contenu promeut l’intolérance envers des groupes vulnérables (itinérants, personnes bénéficiant d’assistance sociale, membres de la communauté LGBTQ+, femmes, etc.) avec un argumentaire vide basé sur le gros bon sens.
L’expression fut notamment employée par plusieurs médias et universitaires québécois au cours des années 2000 pour désigner le type de radio exercé par certaines stations de la ville de Québec comme CHOI-FM. Les animateurs Jean-François Fillion, André Arthur, Sylvain Bouchard, Dominic Maurais et Stéphane Dupont représentent cette tendance pour la ville de Québec,,. 
Dominique Payette, universitaire, journaliste et femme politique québécoise, a fait campagne contre les « radios-poubelles » et publié un rapport à ce sujet en 2015, ce qui lui a valu une vague de harcèlement. En 2017, après l’attentat de la grande mosquée de Québec, elle s’est prononcée pour l’interdiction de diffusion de ces radios dans les transports scolaires, par crainte d’exposer les enfants à des contenus xénophobes. En 2017, elle publie Les brutes et la punaise : radios-poubelles, la liberté d’expression et le commerce des injures. 
L’Office québécois de la langue française lui préfère « radio de confrontation » et estime qu’« en utilisant le terme radio-poubelle, l'on doit être conscient qu'il véhicule une certaine charge négative, dépréciative ».

#### Ouvrages
- Florian Sauvageau, Pierre Trudel, Marie-Hélène Lavoie et Centre d'études sur les médias, Les tribuns de la radio : échos de la crise d'Oka, Institut québécois de recherche sur la culture, 1995 (ISBN 2-89224-246-0 et 978-2-89224-246-1, OCLC 32240272, lire en ligne)
- Diane Vincent et Olivier Turbide, Fréquences limites : la radio de confrontation au Québec, Nota bene, 2004 (ISBN 2-89518-179-9, 978-2-89518-179-8 et 2-89518-178-0, OCLC 56522083, lire en ligne);
- Jean-Michel Marcoux, Jean-François Tremblay, David Dupont et Lysanne Rivard, Le néopopulisme de CHOI-FM : de l'expansion de la logique consumériste (profil socioéconomique et sociopolitique des auditeurs mobilisés), Centre d'études sur les médias, 2005, 75 p. (OCLC 1131467817);
- Diane Vincent et Marty Laforest, La radio X, les médias et les citoyens : dénigrement et confrontation sociale, Éditions Nota bene, 2008 (ISBN 978-2-89518-300-6 et 2-89518-300-7, OCLC 460469120, lire en ligne);
- Jean-François Cloutier, Jeff Fillion et le malaise québécois, Liber, 2008 (ISBN 978-2-89578-157-8 et 2-89578-157-5, OCLC 300280712, lire en ligne);
- Dominique Payette, Les brutes et la punaise : les radios-poubelles, la liberté d'expression et le commerce des injures, Lux, 2019 (ISBN 978-2-89596-295-3 et 2-89596-295-2, OCLC 1101172247, lire en ligne).

#### Filmographie
- Victimes de la Radio-Poubelle (2006). Documentaire sur des individus qui ont été harcelés par les animateurs de radio André Arthur et Jeff Fillion sur CHOI-FM. Diffusé dans la série Victimes, sur Canal D [7],[8].